# La divina commedia (film)
La divina commedia (A Divina Comédia) è un film del 1991 diretto da Manoel de Oliveira.
Il film non ha niente a che fare con la Divina Commedia di Dante, tuttavia nel film come nel libro vi è una contrapposizione tra bene e male, santità e peccato, attraverso scene rievocative della Bibbia.

## Trama
Nel paradiso terrestre Eva porge la mela ad Adamo, Eva poi si pente e diventa Santa Teresa, della risurrezione di Cristo, messi in contatto con personaggi dostoevskijani. In un manicomio alcuni malati si credono dei santi come Gesù, Lazzaro, Adamo, Maria e altri sono convinti di essere dei personaggi di grandi opere letterarie come Raskol'nikov e Sonja di Delitto e castigo o Ivan e Alëša dei fratelli Karamazov.

## Accoglienza

### Critica
Hajnal Király nel suo libro su Manoel de Oliveira scrive che questo film è costruito intorno al concetto di ripetizione come profanazione dei misteri religiosi, cui dedica un capitolo,  e dei miracoli, studiati da Giorgio Agamben, come perdita di aura dell'evento originale. Scrive ancora Király che la profanazione come la parodia vengono considerate da Agamben come l'unica strada per avvicinarsi ai misteri in un confronto tra la propria grammatica e quella universale. I dialoghi e i monologhi riguardanti le scene della resurrezione, si legge ancora in Király, corrispondono a un personale discorso di Oliveira in cerca di risposte dopo la morte del suo nipotino David, alla cui memoria il film è dedicato come si legge dopo che i titoli di testa del film sono scorsi e a suggello della prima scena. 
Il rapporto tra follia e mistero visto nell'ottica della profanazione, presente per lo stesso Király per anche in Atto di primavera, si ritrova, in un dialogo a distanza di affinità artistica tra Oliveira e Luis Bunuel, nel film  La via lattea, alla scena dove un carabiniere e un curato discutono di transustanziazione in modo apparentemente canonico fino all'arrivo dell'autoambulanza che riporta il curato in manicomio da dove era fuggito.

## Riconoscimenti
- Mostra del cinema di Venezia
  - Leone d'argento